# Vénuste Baboula
Vénuste Baboula, né le 23 août 1998 à Bangui en Centrafrique, est un footballeur international centrafricain qui évolue au poste d'ailier gauche au NK Bravo.

## Biographie

### Carrière en club

#### Racing CF
En août 2020, Baboula rejoint le Racing Club de France Football en National 3 en provenance de l'US Alfortville. Lors de la saison 2021-2022, il contribue à la montée du club en National 2 et remporte le titre de champion de National 3 Paris-Île-de-France. La saison suivante, il se distingue avec 10 buts et 15 passes décisives en 25 matchs.

#### US Quevilly Rouen
Ses performances attirent l’attention de l'US Quevilly Rouen, club de Ligue 2, avec lequel il signe son premier contrat professionnel d'une durée de trois ans en juin 2023. Il fait ses débuts en Ligue 2 lors de la saison 2023-2024.

#### FC Versailles
En janvier 2024, Baboula est prêté au FC Versailles en National pour une durée de six mois.

#### NK Bravo
Le 23 janvier 2025, Vénuste Baboula s’engage avec le club slovène du NK Bravo. Il fait ses débuts en Prva Liga à l'occasion d'une victoire 3-2 contre le NK Celje.

### Carrière internationale
Vénuste Baboula est convoqué pour la première fois en équipe nationale de la République centrafricaine en mars 2023. Il honore sa première sélection le 23 mars 2023 lors d’une victoire 3-0 contre Madagascar en match de qualification pour la Coupe d’Afrique des Nations.

## Statistiques
| Saison                | Club                    | Championnat           | Championnat | Championnat | Coupe(s) nationale(s) | Coupe(s) nationale(s) | Centrafrique | Centrafrique | Total | Total |
| Saison                | Club                    | Division              | M.          | B.          | M.                    | B.                    | M.           | B.           | M.    | B.    |
| 2020-2021             | Racing CF               | N3                    | 6           | 0           | -                     | -                     | -            | -            | 6     | 0     |
| 2021-2022             | Racing CF               | N3                    | 17          | 4           | 0                     | 0                     | -            | -            | 17    | 4     |
| 2022-2023             | Racing CF               | N2                    | 25          | 9           | 1                     | 1                     | -            | -            | 26    | 10    |
| 2023-2024             | US Quevilly             | L2                    | 6           | 0           | 1                     | 0                     | 4            | 0            | 11    | 0     |
| 2023-2024             | FC Versailles 78 (prêt) | National              | 5           | 0           | 0                     | 0                     | 4            | 3            | 9     | 3     |
| 2024-2025             | US Quevilly             | National              | 2           | 0           | 1                     | 0                     | 6            | 0            | 9     | 0     |
| 2024-2025             | NK Bravo                | Prva liga             | 13          | 2           | 1                     | 0                     | -            | -            | 14    | 2     |
| Total sur la carrière | Total sur la carrière   | Total sur la carrière | 74          | 15          | 4                     | 0                     | 14           | 3            | 92    | 18    |

### Buts internationaux
| Buts internationaux de Vénuste Baboula | Buts internationaux de Vénuste Baboula | Buts internationaux de Vénuste Baboula | Buts internationaux de Vénuste Baboula | Buts internationaux de Vénuste Baboula | Buts internationaux de Vénuste Baboula | Buts internationaux de Vénuste Baboula | Buts internationaux de Vénuste Baboula |
|                                        | Date                                   | Lieu                                   | Adversaire                             | Score                                  | Résultat                               | Compétition                            |                                        |
| -------------------------------------- | -------------------------------------- | -------------------------------------- | -------------------------------------- | -------------------------------------- | -------------------------------------- | -------------------------------------- | -------------------------------------- |
| 1.                                     | 22 mars 2024                           | Colombo Racecourse, Colombo, Sri Lanka | Bhoutan                                | 3-0                                    | 6-0                                    | Séries FIFA                            |                                        |
| 2.                                     | 22 mars 2024                           | Colombo Racecourse, Colombo, Sri Lanka | Bhoutan                                | 6-0                                    | 6-0                                    | Séries FIFA                            |                                        |
| 3.                                     | 5 juin 2024                            | Stade Municipal d'Oujda, Oujda, Maroc  | 🇷🇴 Tchad                               | 1-0                                    | 1-0                                    | Éliminatoires Coupe du monde 2026      |                                        |

## Palmarès
Racing Club de France : (1)
- Championnat de France de football de National 3 :
  - Vainqueur : 2022 (Groupe Paris-Île-de-France)